# 달려라 풍선
달려라 풍선은 1980년 공개된 대한민국의 영화이다.

## 배역
- 전영록 : 두철 역
- 김보연 : 달숙 역
- 이동진
- 강태기

## 수상
- 1981년 제5회 황금촬영상
  - 촬영상(동상) - 팽정문